# Presa de Aguieira
La presa de Aguieira, también conocida como la presa de Foz do Dão, es una presa portuguesa de múltiples arcos situada en el río Mondego, unos 2 kilómetros aguas abajo de la desembocadura del río Dão, y se encuentra en los límites de los municipios de Penacova (distrito de Coímbra, margen izquierda) y Mortágua (distrito de Viseu, margen derecha), en las parroquias de Travanca do Mondego y Almaça.
La construcción comenzó en 1973 y terminó en 1981. Sus principales objetivos son la producción y el suministro de energía hidroeléctrica, el riego agrícola y el control de las inundaciones, especialmente en la llamada región del Bajo Mondego.